# Mickey Madden
Michael "Mickey" Madden (Austin, Texas, 13 de mayo de 1979) es un músico estadounidense. Madden es más conocido por haber sido el bajista de la banda de pop rock Maroon 5. Se destacaba por sus peinados durante las presentaciones, 
ya que luce un cabello rubio, liso y libre de frizz.
Madden comenzó a tocar desde la primaria. Y, junto a sus amigos Jesse Carmichael y Adam Levine tocaban grunge como las bandas Pearl Jam y Nirvana (bandas que estaban dentro de sus influencias). En 1994 con la audición de Ryan Dusick (batería), formaron la banda Kara's Flowers.
Después de la disolución de Kara's Flowers, Madden asistió UCLA. Luego, el grupo se reforma con la audición de James Valentine (guitarra), y conformando a la banda Maroon 5
En 2020, se retiró definitivamente de la banda debido a un caso de violencia doméstica. En una entrevista con la Revista People dijo las siguientes palabras: Tengo algunas cosas con las que tengo que lidiar y abordar en este momento, así que he decidido tomar un permiso de ausencia de Maroon 5, declaró Madden a People. Durante este tiempo, no quiero ser una distracción para mis compañeros de banda. Les deseo lo mejor.
- Datos: Q1200118
- Multimedia: Mickey Madden / Q1200118